# Colin O’Brady

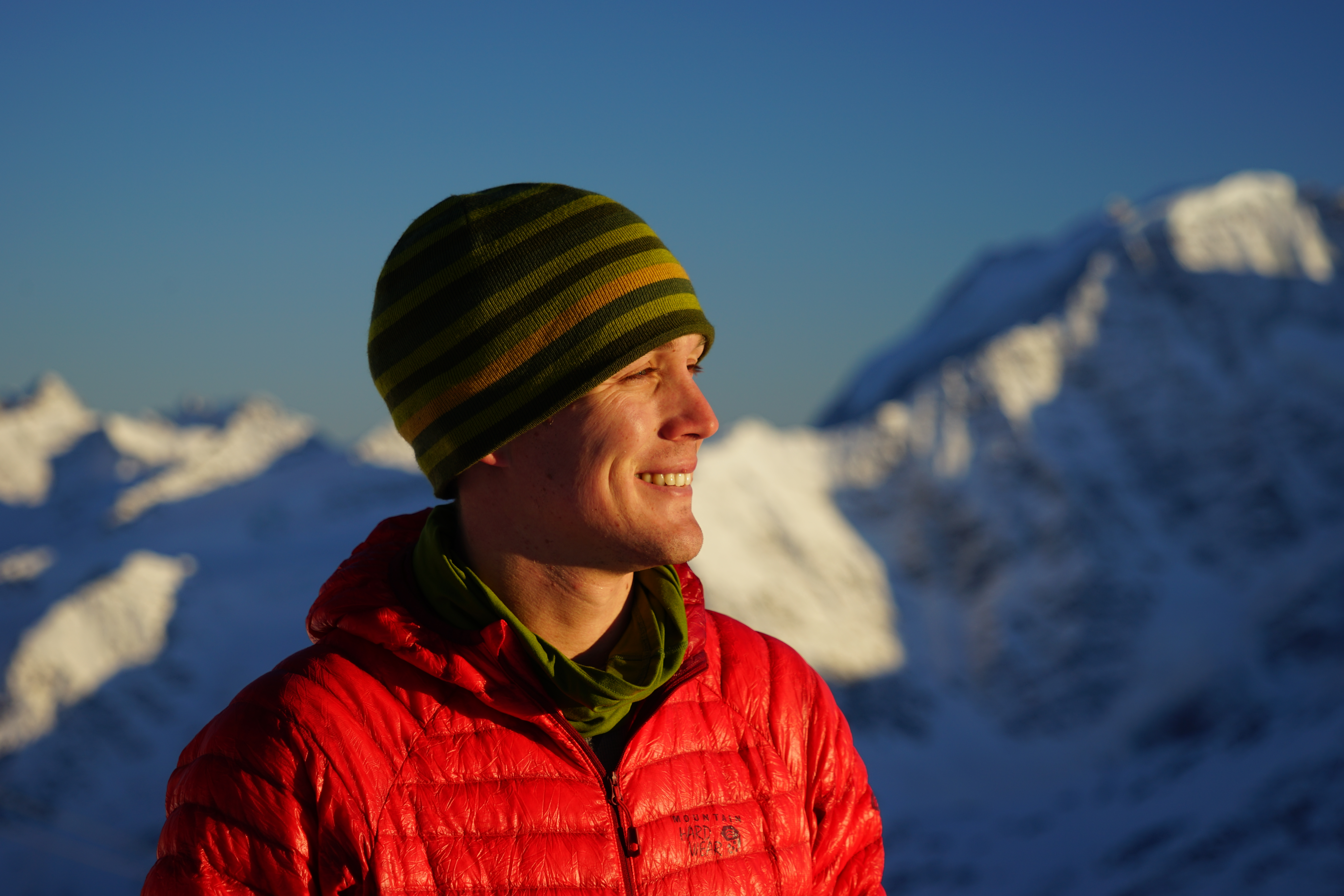
Colin O’Brady (2016)

Colin O’Brady (* 16. März 1985 in Olympia, Washington) ist ein US-amerikanischer Ausdauer- und Extremsportler und ehemaliger Triathlet. Er absolvierte den Explorers Grand Slam und die dafür notwendige Besteigung der Seven Summits jeweils in Weltrekordzeit und stellte mit der schnellsten Besteigung der höchsten Erhebungen der 50 US-Bundesstaaten eine weitere Bestmarke auf. 2018 brachte ihm die eigenen Angaben zufolge erste Solodurchquerung des antarktischen Kontinents ohne Hilfsmittel internationale Aufmerksamkeit ein. Diese gilt jedoch in der Fachwelt als umstritten, da sie vor allem längenmäßig hinter der Expedition Børge Ouslands von 1996/97 zurücksteht.

## Biografie

### Jugend und Ausbildung
Colin O’Brady wuchs in Portland, Oregon, auf. In den Bergen des Pazifischen Nordwestens entdeckte er seine Liebe zum Outdoor-Sport und war als Kind Mitglied der Boy Scouts of America. Zur selben Zeit begann er an Wettkämpfen im Schwimmen und Fußball teilzunehmen und gehörte in beiden Sportarten bei Eintritt in die High School zu den Besten seines Staates. Während er in den Sommern als Anstreicher arbeitete, schaffte er als Schwimmer den Sprung an die Yale University. Im NCAA-Team der Yale Bulldogs war er als Brustschwimmer aktiv und erzielte persönliche Bestzeiten von 58,33 Sekunden und 2:07,07 Minuten über die Kurzbahndistanzen von 100 bzw. 200 Metern. 2006 schloss er ein Wirtschaftstudium mit dem Titel Bachelor ab.
Nach dem College plante O’Brady eine einjährige Weltreise mit Rucksack und Surfbrett. Am 14. Januar 2008 fand der Trip am Strand der thailändischen Insel Ko Tao ein jähes Ende. Beim leichtsinnigen Springen über ein kerosin getränktes und in Flammen stehendes Seil erlitt er Verbrennungen zweiten und dritten Grades auf 22 % seiner Körperoberfläche und konnte sich nur durch einen Sprint ins nahe Meer retten. Nach der Erstversorgung wurde er nach Ko Samui und eine Woche später nach Bangkok verlegt, wo er insgesamt einen Monat verbrachte. Die Ärzte warnten ihn davor, aufgrund des Narbengewebes möglicherweise nie wieder richtig gehen zu können. Zurück nach Portland kehrte er im Rollstuhl, nachdem er nur wenige, vorsichtige Schritte getan hatte. Dort nahm er einen Job als Rohstoffhändler an.

### Triathlon
Ermutigt von seiner Mutter, kämpfte sich O’Brady ins Leben zurück und fasste eine Laufbahn im Triathlonsport ins Auge. Nach einem vollen Jahr der Rehabilitation begann er im Winter 2009 mit der Vorbereitung und trat nur 18 Monate nach seiner Verletzung in Chicago erstmals zu einem Rennen an. Überraschend setzte er sich gegen rund 5000 Konkurrenten durch und gewann den Bewerb in der Amateurklasse. Bei einem weiteren Rennen über die olympische Distanz in Racine, Wisconsin, qualifizierte er sich über die nationale Altersgruppe für die ITU-Weltmeisterschaft 2010 in Budapest. Von einem befreundeten Handelsunternehmer gesponsert, wechselte er zu den Profis und absolvierte in den folgenden Jahren einen Mix aus Weltcup- und Kontinental-Cup-Bewerben mit dem Ziel, sich für die Olympischen Spiele 2016 in Rio de Janeiro zu qualifizieren. Insgesamt bestritt er zwischen 2009 und 2015 Rennen in 25 Ländern auf sechs Kontinenten. Seine Bestzeit über die Olympische Distanz (1,5 km Schwimmen, 40 km Radfahren und 10 km Laufen) erreichte er mit 1:51,09 Stunden schon 2010 im Rahmen der WM. Bei vier Weltcup-Starts blieb Rang 36 in Edmonton 2013 seine beste Platzierung in der allgemeinen Klasse. Seinen letzten Triathlon, den Ironman Japan (3,86 km Schwimmen, 180,2 km Radfahren und 42,195 km Laufen), schloss er im August 2015 in 10:14,12 Stunden auf Rang neun ab.
Als begeisterter Bergsteiger machte er seiner Lebensgefährtin Jenna Besaw auf dem Andengipfel Cayambe einen Heiratsantrag.

### Expeditionen

#### Explorers Grand Slam

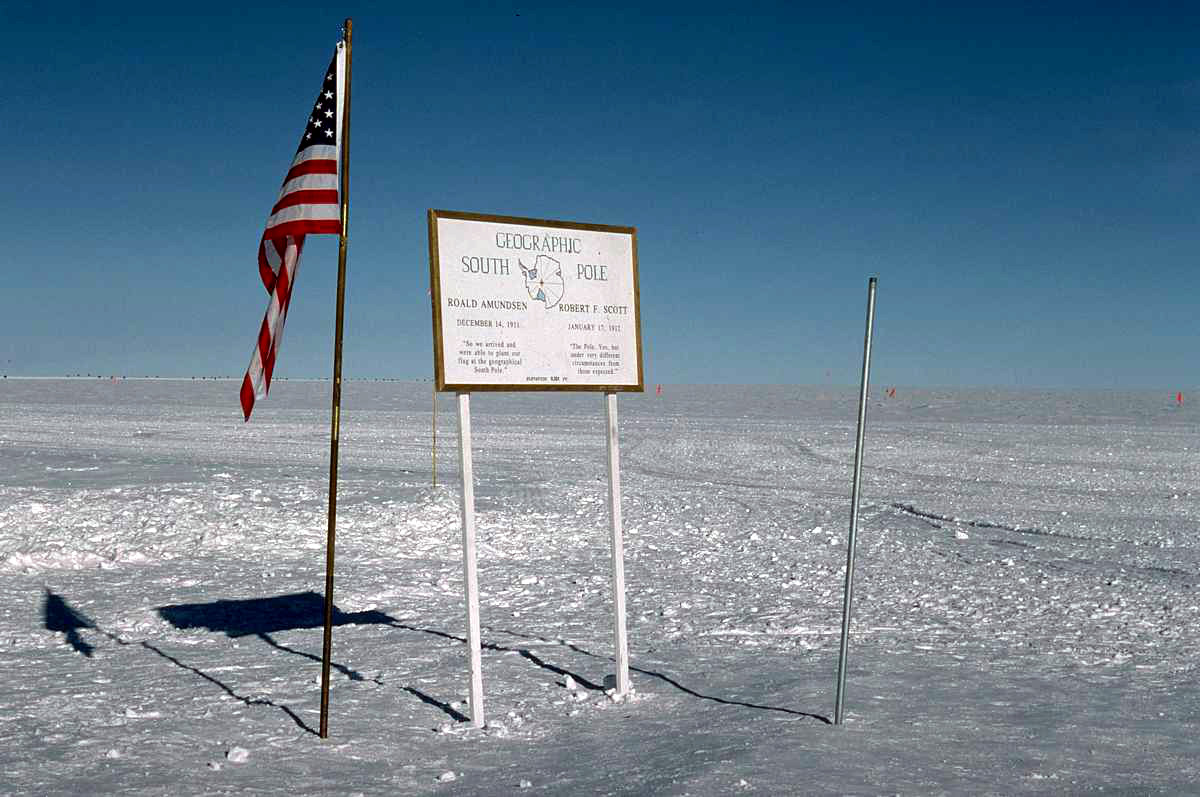
Am 10. Januar 2016 erreichte Colin O’Brady den Südpol, 139 Tage später …

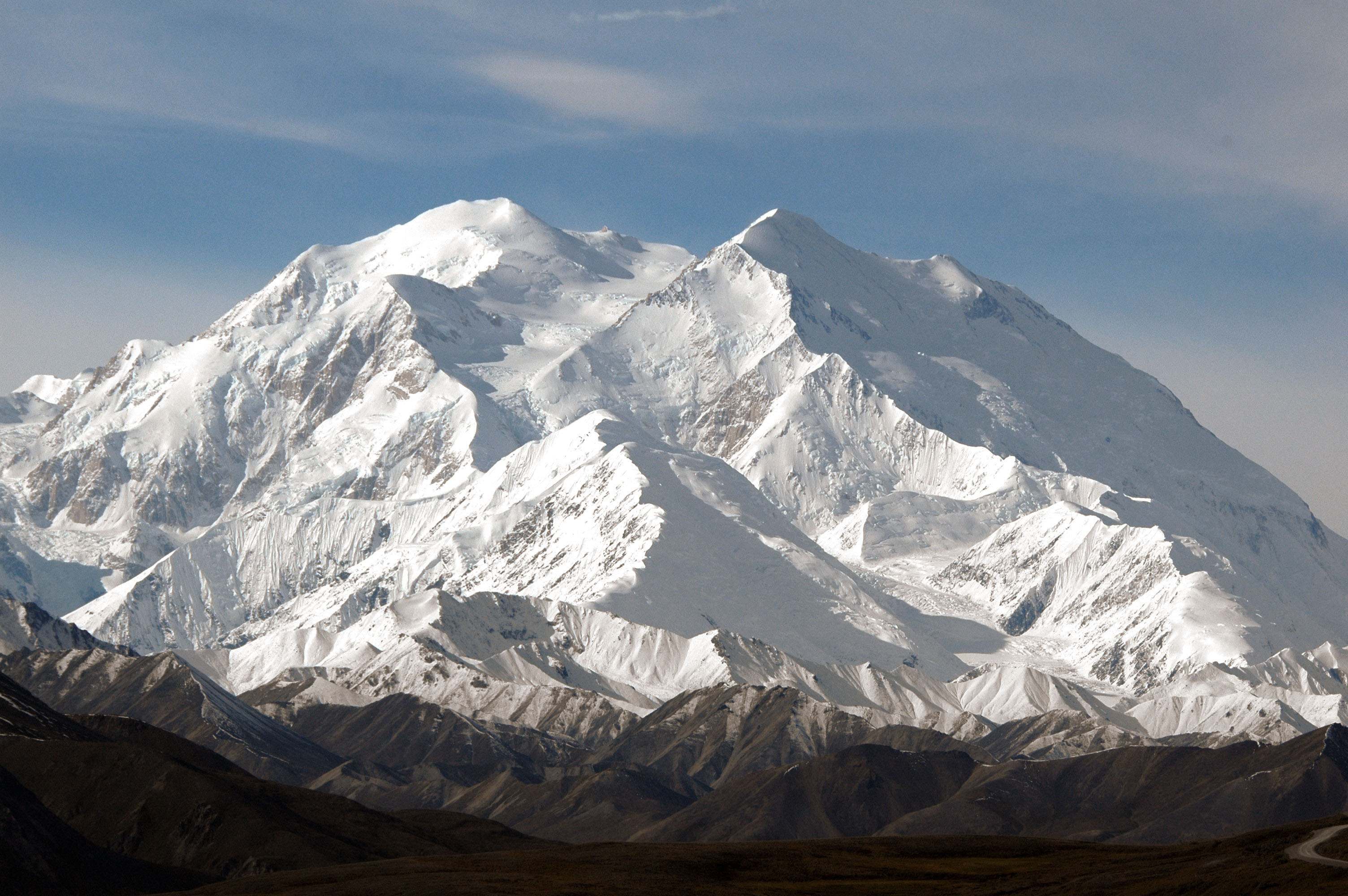
… beendete er den Exploreres Grand Slam in Rekordzeit am Denali.

O’Brady verwarf seine olympischen Ambitionen und konzentrierte sich stattdessen auf ein anderes Projekt. Für 2016 nahm er sich vor, als erster Mann den sogenannten Explorers Grand Slam, bestehend aus der Besteigung der Seven Summits sowie zweier Ski-Expeditionen zum Nord- und zum Südpol, innerhalb von sechs Monaten zu absolvieren. Mit seiner Managerin und Verlobten Jenna Besaw gründete er im Vorfeld des Projekts die Non-Profit-Organisation Beyond 7/2, die Kinder und Jugendliche zu einem aktiven, gesunden Leben inspirieren soll und gegen Übergewicht kämpft.  Als Ziel wurden Spendeneinnahmen in Höhe von 1 Million Dollar im Zeitraum seines Rekordversuchs ausgegeben.
Am 10. Januar 2016 erreichte O’Brady den Südpol und begann damit seine zehnteilige Expedition. Innerhalb des ersten Monats bestieg er die höchsten Erhebungen Antarktikas, Südamerikas und Afrikas – den Aconcagua bezwang er im Alleingang. Nach einer Phase der Regeneration ließ er im März die höchsten Berge Ozeaniens und Europas folgen. Gut einen Monat später erreichte er den Nordpol und bestieg weitere vier Wochen danach die höchsten Gipfel Asiens und Nordamerikas. Insgesamt benötigte O’Brady 139 Tage für den Grand Slam, den er am 27. Mai 2016 auf dem Denali abschloss. Den vorherigen Weltrekord hatte mit 194 Tagen der ehemalige walisische Rugbyspieler Richard Parks gehalten. Der Amerikaner war außerdem der jüngste Absolvent der prestigeträchtigen Challenge und setzte mit einer Zeit von 132 Tagen für die Seven Summits eine weitere Bestmarke.  Auch die Three Poles Challenge, eine Kombination aus Besteigung des Mount Everest und Erreichen der beiden Pole, bewältigte er in 131 Tagen in Rekordzeit.
Während des gesamten Projekts blieb er durch seinen Blog und mittels sozialer Medien mit seiner Fangemeinde verbunden – am 19. Mai sendete er als erster Mensch ein Video via Snapchat vom Gipfel des Mount Everest. Im Anschluss an diese Erfahrung begann O’Brady mit dem Halten von TED-Talks vor verschiedenen Audienzen, unter anderem Firmen wie Google, Samsung und P&G. Der TED-Talk in seiner Heimatstadt Portland wurde mit über 1 Million Aufrufen zum weltweit meistgesehenen des Sommers 2017.

#### 50HP
Im Sommer 2018 setzte O’Brady zu einem weiteren Rekordversuch an, indem er alle höchsten Erhebungen der 50 US-Bundesstaaten (High Points) innerhalb eines Monats besteigen und den bestehenden Rekord von 41 Tagen brechen wollte. Am 27. Juni 2018 stand er auf dem Denali und eröffnete damit den Gipfelreigen. Nach zeitsparender Skiabfahrt erreichte er binnen 24 Stunden Hawaii und setzte seine Reise danach in den kontinentalen Staaten fort. Am 1. Juli bestieg er gleich sechs High Points in den Staaten Florida, Louisiana, Arkansas, Missouri, Mississippi und Alabama. Nach weiteren unschwierigen Erhebungen in den Appalachen und im Mittleren Westen sah er sich gezwungen, seine Planung aufgrund zweier Waldbrände umzustellen. In den letzten acht Tagen seiner Reise bestieg er acht hochalpine Gipfel, darunter sechs Viertausender, und erreichte am 19. Juli nach insgesamt 23 Tagen den Mount Hood in seinem Heimatstaat Oregon.
Während O’Brady mit seinem Team im Wohnmobil eines Sponsors rund 16.000 km zurücklegte, stand für längere Distanzen ein Privatflugzeug zur Verfügung. Auf den Überseestrecken war er auf Linienflüge angewiesen. In Summe legte er fast 500 km zu Fuß zurück – allein 240 davon in der letzten Woche, in der er im Schnitt pro Nacht nur zwei Stunden schlief. Einige Punkte wie der Hoosier Hill in Indiana wurden per Auto angefahren, wohingegen andere ausgiebige Aufstiegsrouten erforderten. Zum entlegenen Gannett Peak in Wyoming ging O’Brady eine Strecke von 32 km hin und wieder zurück innerhalb von 26 Stunden. Abgesehen vom Denali, verzichtete er auf schweres Gepäck, um möglichst viele Routen im Lauftempo bewältigen zu können. Viele der Gipfel bestieg er in Begleitung von Freunden oder anderer Wanderer, was er selbst als „Forrest-Gump-Effekt“ beschrieb.

#### The Impossible First
Nur einen Monat später begann sich O’Brady auf sein nächstes Projekt vorzubereiten. Gemeinsam mit sechs internationalen Begleitern durchquerte er auf Skiern den grönländischen Eisschild. Für die etwa 640 km lange Strecke zwischen Isertoq und Kangerlussuaq benötigte das Team gut vier Wochen.

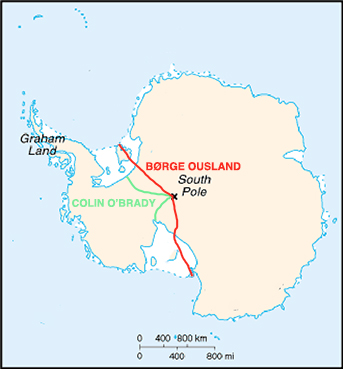
Routen von O’Brady/Rudd (grün) und Ousland (rot) im Vergleich

Ende Oktober 2018 startete O’Brady in Punta Arenas in seine bislang größte Unternehmung. Zusammen mit dem britischen Army-Captain Louis Rudd reiste er zum Antarctic Logistics & Expedition Base Camp am Union-Gletscher, um die erste vollständige Durchquerung des antarktischen Kontinents allein und ohne Hilfsmittel (The Impossible First) zu bewerkstelligen. Die beiden starteten ihre Ski-Expedition am 3. November und trennten sich alsbald voneinander. Noch während der ersten Woche überholte O’Brady seinen Konkurrenten und legte pro Tag in durchschnittlich zwölf Stunden mehr als 30 km zurück. Eine einzige längere Pause legte er am 29. November ein, als er ein Fell verlor und gezwungen war, ein Lager einzurichten, um seinen Ski wieder in Ordnung zu bringen. Am 12. Dezember erreichte er mit seinem 180-Kilo-Schlitten den Südpol. Am Heiligen Abend traf er die spontane Entscheidung, die letzten 125 km am Stück zurückzulegen und schaffte dies in einem 32-stündigen Kraftakt. Nach insgesamt 54 Tagen und knapp 1500 km erreichte er sein Ziel am Leverett-Gletscher, wo er noch zwei Tage auf die Ankunft Rudds wartete.
Die New York Times lobte die Expedition als „eine der bemerkenswertesten Heldentaten der Polargeschichte“ und verglich sie mit dem Wettlauf zum Südpol zwischen Roald Amundsen und Robert Falcon Scott. Nachdem internationale Medien O’Bradys Leistung zunächst übereinstimmend als historischen Erfolg gefeiert hatten, wurde Kritik am US-Amerikaner laut. Børge Ousland, der die Landmasse bereits 1996/97 im Alleingang durchquert, sich dabei aber teilweise von einem Gleitschirm hatte ziehen lassen, beanspruchte den Rekord für sich. Anders als O’Brady habe er auch das allgemein zum Kontinent zählende Schelfeis überquert und so eine Distanz von 2845 km (Berkner-Insel – McMurdo-Station) zurückgelegt. Außerdem hätten die technischen Möglichkeiten von Orientierung und Kommunikation mehr als 20 Jahre zuvor das Unterfangen deutlich erschwert. Der Norweger betonte, O’Bradys Leistung nicht schmälern zu wollen, fühlte sich von dessen Eigendarstellung aber übergangen.
Ein weiterer Kritikpunkt betraf die Routenführung der 2018er-Expedition. Sowohl Colin O’Brady als auch Louis Rudd absolvierten die letzten 600 km zwischen dem Südpol und dem Leverett-Gletscher auf dem präparierten McMurdo-South Pole Highway. Auf dem in regelmäßigen Abständen ausgeflaggten Weg werden nicht nur Gletscherspalten entschärft, im Gegensatz zu den pickelharten Sastrugi der Umgebung präsentiert er sich auch einigermaßen eben. Der erfahrene australische Polarabenteurer Eric Philips meinte dazu, eine Expedition könne nicht als „ohne Hilfsmittel“ gelten, wenn man „auf einer Straße laufe, die die Geschwindigkeit verdopple und die Notwendigkeit von Navigation zunichtemache“.

#### SUB6
Im Jahr 2024 strebt er im Team mit seinem Freund aus  Kindertagen, Lucas Clarke (Denver, Colorado, USA) an, den Ultra-Radmarathon Race Across America in unter sechs Tagen zu absolvieren. Der aktuelle Zwei-Mann-Team-Rekord aus dem Jahr 2014 liegt bei 6 Tagen, 9 Stunden und 41 Minuten.

## Erfolge

### Explorers Grand Slam
- Absolvierung des Explorers Grand Slam in der Weltrekordzeit von 138 Tagen, 5 Stunden und 5 Minuten.[20][21][22]
- Besteigung der Seven Summits in der Weltrekordzeit von 131 Tagen, 12 Stunden und 26 Minuten.[23]

1. Südpol – 10. Januar 2016
2. Mount Vinson (höchster Punkt Antarktikas) – 17. Januar 2016
3. Aconcagua (Südamerika) – 31. Januar 2016
4. Kilimandscharo (Afrika) – 9. Februar 2016
5. Mount Kosciuszko (Australien)* – 17. Februar 2016
6. Carstensz-Pyramide (Australien) – 4. März 2016
7. Elbrus (Europa) – 10. März 2016
8. Nordpol – 19. April 2016
9. Mount Everest (höchster Punkt der Erde und Asiens) – 19. Mai 2016
10. Denali (Nordamerika) – 27. Mai 2016

* Dick Bass nennt den Mount Kosciuszko, Reinhold Messner die Carstensz-Pyramide als höchsten Gipfel Australiens.

### 50 High Points
- Besteigung der höchsten Erhebungen der 50 US-Staaten in der Weltrekordzeit von 21 Tagen, 9 Stunden und 48 Minuten.[24]

1. Denali (Alaska) – 27. Juni 2018
2. Mauna Kea (Hawaii) – 29. Juni 2018
3. Wheeler Peak (New Mexico) – 30. Juni 2018
4. Black Mesa (Oklahoma) – 30. Juni 2018
5. Britton Hill (Florida) – 1. Juli 2018
6. Driskill Mountain (Louisiana) – 1. Juli 2018
7. Mount Magazine (Arkansas) – 1. Juli 2018
8. Taum Sauk Mountain (Missouri) – 1. Juli 2018
9. Campbell Hill (Mississippi) – 1. Juli 2018
10. Cheaha Peak (Alabama) – 1. Juli 2018
11. Brasstown Bald (Georgia) – 2. Juli 2018
12. Sassafras Mountain (South Carolina) – 2. Juli 2018
13. Clingmans Dome (Tennessee) – 2. Juli 2018
14. Mount Mitchell (North Carolina) – 3. Juli 2018
15. Mount Rogers (Virginia) – 3. Juli 2018
16. Black Mountain (Kentucky) – 3. Juli 2018
17. Hoosier Hill (Indiana) – 3. Juli 2018
18. Campbell Hill (Ohio) – 3. Juli 2018
19. Spruce Knob (West Virginia) – 4. Juli 2018
20. Blackbone Mountain (Maryland) – 4. Juli 2018
21. Mount Davis (Pennsylvania) – 4. Juli 2018
22. Ebright Azimuth (Delaware) – 4. Juli 2018
23. High Point (New Jersey) – 5. Juli 2018
24. Jerimoth Hill (Rhode Island) – 5. Juli 2018
25. Mount Frissell (Connecticut) – 5. Juli 2018
26. Mount Greylock (Massachusetts) – 5. Juli 2018
27. Mount Marcy (New York) – 5. Juli 2018
28. Mount Mansfield (Vermont) – 6. Juli 2018
29. Mount Washington (New Hampshire) – 6. Juli 2018
30. Mount Katahdin (Maine) – 7. Juli 2018
31. Mount Arvon (Michigan) – 7. Juli 2018
32. Eagle Mountain (Minnesota) – 7. Juli 2018
33. Timms Hill (Wisconsin) – 8. Juli 2018
34. Hawkeye Point (Iowa) – 8. Juli 2018
35. Charles Mound (Illinois) – 8. Juli 2018
36. White Butte (North Dakota) – 8. Juli 2018
37. Black Elk Peak (South Dakota) – 9. Juli 2018
38. Guadalupe Peak (Texas) – 9. Juli 2018
39. Boundary Peak (Nevada) – 10. Juli 2018
40. Humphreys Peak (Arizona) – 11. Juli 2018
41. Panorama Point (Nebraska) – 12. Juli 2018
42. Mount Sunflower (Kansas) – 12. Juli 2018
43. Mount Elbert (Colorado) – 12. Juli 2018
44. Mount Whitney (Kalifornien) – 13. Juli 2018
45. Kings Peak (Utah) – 14. Juli 2018
46. Gannett Peak (Wyoming) – 15. Juli 2018
47. Borah Peak (Idaho) – 16. Juli 2018
48. Granite Peak (Montana) – 17. Juli 2018
49. Mount Rainier (Washington) – 18. Juli 2018
50. Mount Hood (Oregon) – 19. Juli 2018

### Weitere Expeditionen
- Durchquerung Grönlands (Isertoq – Kangerlussuaq) auf Skiern (ca. 643 km), 21. August bis 18. September 2018[13]
- Solodurchquerung des antarktischen Kontinents (Union-Gletscher – Südpol – Leverett-Gletscher) auf Skiern (ca. 1500 km), 3. November bis 26. Dezember 2018[25]